# 1847 en architecture
| Années de l'architecture : 1844 - 1845 - 1846 - 1847 - 1848 - 1849 - 1850    |
| Décennies de l'architecture : 1810 - 1820 - 1830 - 1840 - 1850 - 1860 - 1870 |

Cet article présente les faits marquants de l'année 1847 en architecture.

## Réalisations
- Ouverture de la serre Palm House à Londres.
- En Australie, ouverture du Palais de la Justice de Goulburn.

## Événements
- x

## Récompenses
- Royal Gold Medal : x.
- Prix de Rome : Louis-Jules André.

## Naissances
- 24 août : Charles Follen McKim († 14 septembre 1909).

## Décès
- x